# Nicasio (nome)
Nicasio  è un nome proprio di persona italiano maschile.

## Varianti
- Femminili: Nicasia[1][2]

### Varianti in altre lingue
- Basco: Nikasi[3]
- Catalano: Nicasi[3]
- Francese: Nicaise[1][2][4]
- Greco antico: Νικάσιος (Nikasios)[1][4]
- Latino: Nicasius[1][4]
- Spagnolo: Nicasio[3][4]

## Origine e diffusione
Deriva dall'antico nome greco Νικάσιος (Nikasios); esso è tratto dal sosantivo νίκη (nìke, "vittoria"), lo stesso che si ritrova anche in moltissimi nomi di origine greca, quali Nicola, Nicodemo, Cleonico e Berenice. Il significato può essere quindi interpretato come "vittorioso", "vincitore", lo stesso dei nomi Vittorio, Vincenzo e Niceta.
La diffusione di questo nome in Italia è dovuta ai Normanni, che importarono in Sicilia il culto di due santi francesi così chiamati. Il nome è comunque raro, accentrato nel Palermitano, e specialmente a Caccamo, dove è più viva la venerazione verso questi santi.

## Onomastico
L'onomastico si può festeggiare in memoria di più santi, alle date seguenti:
- 1º luglio, san Nicasio Camuto de Burgio o Nicasio di Gerusalemme, cavaliere ospitaliere, martire ad Acri[5][6]
- 9 luglio, san Nicasius Janssen van Heeze, sacerdote francescano, martirizzato a Gorkum dai Calvinisti[6]
- 11 ottobre, san Nicasio, martire presso Vexin con i santi Quirino, Scubicolo e Pienza[3][6]
- 14 dicembre, san Nicasio, vescovo di Reims e martire[5][6]

## Persone
- Nicasio, vescovo di Reims

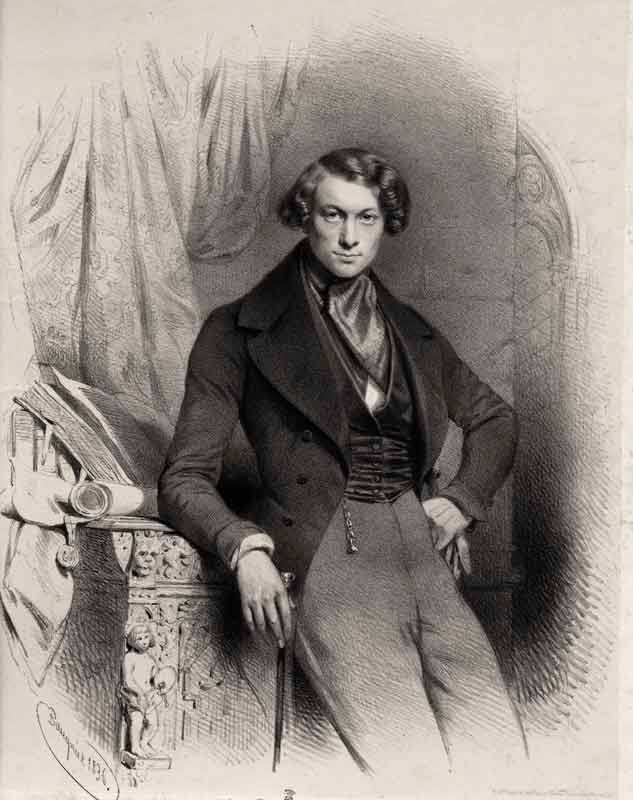
Nicaise de Keyser

- Nicasio Álvarez de Cienfuegos, poeta spagnolo
- Nicasio Camuto de Burgio, religioso italiano
- Nicasio Sierra Ucar, presbitero spagnolo

### Varianti
- Nicaise Augustin Desvaux, botanico francese
- Nicaise de Keyser, pittore belga
- Nicasius de Voerda, giurista e presbitero belga